# كايب هورن

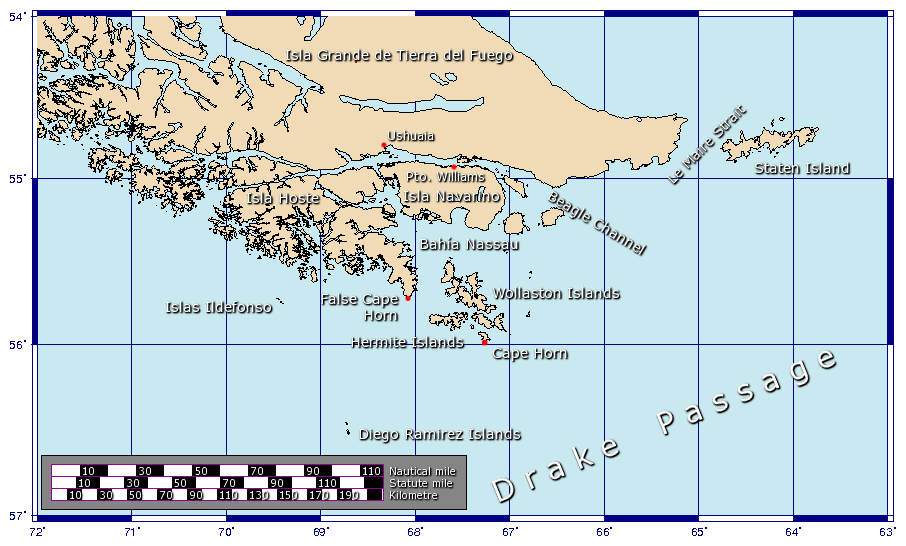

كاب هورن أو رأس هورن (بالهولندية: Kaap Hoorn) (بالإسبانية: Cabo de Hornos) آخر بقعة من الجزء الجنوبي لأمريكا الجنوبية، في الطرف الجنوبي جزيرة هورن في تشيلي. وكان ويليم شوتن ويعقوب لو مير، الملاحين الهولنديين، قد أطلق كلمة هورن وهو اسم المدينة التي ولد فيها على الرأس عام 1616م. ويمتد كيب هورن إلى مساحة طويلة داخل البحر، وله جوانب شديدة الانحدار يبلغ ارتفاعها بين 180 إلى 150م في بعض أجزائه.

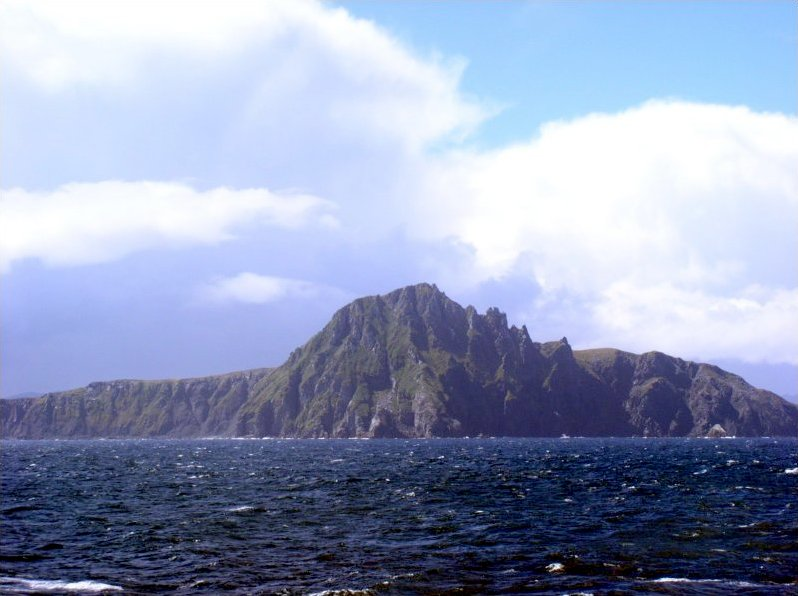
رأس هورن

ويقل النبات في رأس هورن لشدة برودة المناخ، وتشتد العواصف، مما جعل الملاحين يخشون الملاحة. وتتجنب السفن الكبيرة هذا المكان باستخدام قناة بنما عند كايب هورن يرتطم المحيطين الكبيرين الأطلسي والهادئ حيث تكون الأمواج هائلة.

## التاريخ

### اكتشاف
في أوائل القرن السابع عشر، كانت شركة الهند الشرقية الهولندية تحتكر جميع وسائل النقل التجارية الهولندية عبر مضيق ماجلان ورأس الرجاء الصالح، وهما الطريقان الوحيدان المعروفان للوصول إلى الشرق الأقصى في ذلك الوقت.. في بحثه عن طريق بديل يسمح له بكسر هذا الاحتكار، أبحر التاجر الهولندي يعقوب لومير، برفقة الملاح فيليم شوتن، نحو أرض النار من أجل استكشاف الممر الذي اقترحه فرنسيس دريك.. بدعم من المسؤولين مدينة هورن الهولندية، غادرت البعثة الميناء بسفينتين ، Eendracht وHoorn ، في مايو 1615 .
سفينة Hoorn دمرت في حادث في باتاغونيا، ولكن في يناير 1616، وEndracht عبرت المضيق تسمى الآن لومير، وشهدت جزيرة مرتفعة في الجنوب. تم تسميته "Kapp Hoorn"، تكريمًا لرعاة البعثة. في وقت اكتشافه، كان القرن يعتبر نقطة في أقصى جنوب ارض النار. الظروف الجوية السيئة وغير المتوقعة، التي تضاف إلى البحر دائمًا ما تكون قاسية جدًا عند مرور ممر دريك، جعلت استكشاف المناطق المحيطة صعبًا، ولم يكن حتى عام 1624 يُفهم أن كيب هورن يقع في جزيرة. ارض النار حقيقة أنه لم يتم اكتشاف القارة القطبية الجنوبية حتى عام 1820، عندما كانت على بعد 650 كيلومترًا فقط أي (400 ميل) من الجانب الآخر من ممر دريك، وذلك لمدة 200 عامًا من السفن التي مرت هناك، هو أحد أعراض الظروف القاسية السائدة في هذه المنطقة حتى اانشاء قناة بنما.

## المناخ
يظهر الجدول التالي التغييرات المناخية على مدار السنة لكايب هورن:
| البيانات المناخية لـكايب هورن     | البيانات المناخية لـكايب هورن | البيانات المناخية لـكايب هورن | البيانات المناخية لـكايب هورن | البيانات المناخية لـكايب هورن | البيانات المناخية لـكايب هورن | البيانات المناخية لـكايب هورن | البيانات المناخية لـكايب هورن | البيانات المناخية لـكايب هورن | البيانات المناخية لـكايب هورن | البيانات المناخية لـكايب هورن | البيانات المناخية لـكايب هورن | البيانات المناخية لـكايب هورن | البيانات المناخية لـكايب هورن |
| الشهر                             | يناير                         | فبراير                        | مارس                          | أبريل                         | مايو                          | يونيو                         | يوليو                         | أغسطس                         | سبتمبر                        | أكتوبر                        | نوفمبر                        | ديسمبر                        | المعدل السنوي                 |
| --------------------------------- | ----------------------------- | ----------------------------- | ----------------------------- | ----------------------------- | ----------------------------- | ----------------------------- | ----------------------------- | ----------------------------- | ----------------------------- | ----------------------------- | ----------------------------- | ----------------------------- | ----------------------------- |
| متوسط درجة الحرارة الكبرى °م (°ف) | 14.7 (58.5)                   | 14.4 (57.9)                   | 12.8 (55.0)                   | 9.8 (49.6)                    | 6.4 (43.5)                    | 4.2 (39.6)                    | 3.7 (38.7)                    | 5.3 (41.5)                    | 7.9 (46.2)                    | 10.6 (51.1)                   | 12.5 (54.5)                   | 14.1 (57.4)                   | 9.7 (49.5)                    |
| المتوسط اليومي °م (°ف)            | 7.2 (45.0)                    | 7.5 (45.5)                    | 6.6 (43.9)                    | 5.6 (42.1)                    | 4.5 (40.1)                    | 3.7 (38.7)                    | 3.2 (37.8)                    | 3.2 (37.8)                    | 3.6 (38.5)                    | 4.7 (40.5)                    | 5.5 (41.9)                    | 6.5 (43.7)                    | 5.2 (41.4)                    |
| متوسط درجة الحرارة الصغرى °م (°ف) | 6.5 (43.7)                    | 6.2 (43.2)                    | 5.0 (41.0)                    | 3.2 (37.8)                    | 1.0 (33.8)                    | −0.7 (30.7)                   | −1.1 (30.0)                   | −1.0 (30.2)                   | 1.0 (33.8)                    | 2.6 (36.7)                    | 4.4 (39.9)                    | 5.7 (42.3)                    | 2.7 (36.9)                    |
| الهطول مم (إنش)                   | 126.0 (4.96)                  | 135.3 (5.33)                  | 137.4 (5.41)                  | 134.4 (5.29)                  | 107.4 (4.23)                  | 109.4 (4.31)                  | 107.6 (4.24)                  | 97.7 (3.85)                   | 100.0 (3.94)                  | 93.7 (3.69)                   | 99.3 (3.91)                   | 119.3 (4.70)                  | 1٬367٫5 (53.84)               |
| المصدر: Meteorología Interactiva  |                               |                               |                               |                               |                               |                               |                               |                               |                               |                               |                               |                               |                               |